# Alsophylax
Alsophylax Fitzinger, 1834 è un genere di piccoli sauri arboricoli della famiglia Gekkonidae, diffusi in Asia Centrale.
Il nome Alsophylax deriva dal greco αλσος=bosco e φύλαξ=guardiano, ovvero "Guardiano del legno" (con riferimento alle abitudini arboricole di questi gechi).

## Descrizione
Sono gechi di piccolissima taglia, da adulti superano raramente i 4 cm di lunghezza.

## Tassonomia
Il genere Alsophylax comprende le seguenti specie:
- Alsophylax laevis Nikolsky, 1907
- Alsophylax loricatus Strauch, 1887
- Alsophylax pipiens (Pallas, 1827)
- Alsophylax przewalskii Strauch, 1887
- Alsophylax szczerbaki Golubev & Sattarov, 1979
- Alsophylax tadjikiensis Golubev, 1979